# Arrietty i el món dels remenuts
Arrietty i el món dels remenuts (借りぐらしのアリエッティ, Kari-gurashi no Arietti, lit. 'Arrietty la incursora') és una pel·lícula d'animació japonesa dirigida per Hiromasa Yonebayashi amb guió de Hayao Miyazaki i Keiko Niwa. Està basada en el llibre The Borrowers de Mary Norton, una escriptora anglesa de novel·les infantils. La història tracta sobre una família de gent diminuta que viuen en secret en els terres i parets d'una casa, i roben objectes dels humans que hi viuen per a sobreviure.
La pel·lícula compta amb les veus originals dels seiyū o dobladors Mirai Shida, Ryunosuke Kamiki, Shinobu Otake, Keiko Takeshita, Tatsuya Fujiwara, Tomokazu Miura i Kirin Kiki. La història ens presenta la història d'una jove remenuda (Arrietty) que es fa amiga d'un humà (Kamiki) mentre intenta evitar ser descoberta per la resta d'humans. El film va ser produït per Toshio Suzuki mentre que Studio Ghibli va aportar l'animació.
Ghibli va anunciar la pel·lícula a finals de 2009, la qual va ser el debut de Hiromasa Yonebayashi com el director més jove d'una pel·lícula de l'estudi. Miyazaki va supervisar la producció com a planificador de desenvolupament. Els actors de veu es van presentar l'abril de 2010 i Cécile Corbel va escriure'n la banda sonora així com la cançó principal.
Arriety i el món dels remenuts es va estrenar al Japó el 17 de juliol de 2010 i va rebre crítiques molt positives, les quals aclamaven l'animació i la música de la pel·lícula. També es va convertir en la pel·lícula japonesa amb més recaptació d'aquell any, i va recaptar més de 145 milions de dòlars al voltant de tot el món. A més, el film va guanyar diferents premis el mateix any.
Arriety i el món dels remenuts va ser doblada i estrenada en català el 18 de gener de 2012 per a DVD i Blu-ray. El 2024 es va emetre per primer cop en obert a Catalunya, pel canal SX3.

## Argument
La història comença quan un noi, en Sho, explica a l'audiència com encara recorda la setmana de l'estiu que va passar a la casa de la infància de sa mare amb la seva tieta materna, la Sadoko, i l'assistenta de la llar, la Haru. En Sho es trasllada a aquella casa a causa de la seva salut delicada, quan hi arriba per primer cop veu un gat, en Niya, intentant atacar alguna cosa als arbustos, però ho deixa córrer després de ser atacat per un corb. En Sho aconsegueix donar una ullada a l'Arrietty, una jove incurosa mentre torna cap a casa per un conducte de ventilació subterrani.
La mateixa nit, el pare de l'Arriety, en Pod, la porta a la seva primera incursió per aconseguir sucre i un mocador de paper. Després d'aconseguir un terròs de sucre de la cuina, pare i filla viatgen a través d'una paret buida fins a una habitació. Allà entren dins una fascinant casa de nines amb electricitat i eines de cuina. Es tracta de l'habitació d'en Sho, ell que encara està despert, veu l'Arrietty quan intenta agafar un mocador de la seva tauleta de nit. Sorpresa, l'Arrietty deixa anar el terròs de sucre. En Sho mira de tranquil·litzar-la, però en Pod i l'Arriety marxen silenciosament i se'n tornen a casa.
L'endemà, en Sho posa el terròs de sucre i una petita nota al costat del conducte de ventilació on havia vist l'Arriety per primer cop. En Pod adverteix la seva filla que no ho agafi, ja que la seva existència s'ha de mantenir en secret dels humans. Malgrat això, ella es cola a la casa per a visitar en Sho a la seva habitació. Deixa el terròs de sucre a terra, fent-li saber que és allà. Sense mostrar-se, demana a en Sho que deixi en pau la seva família i que ells no necessiten la seva ajuda. A la tornada, l'Arrietty és interceptada pel seu pare. Adonant-se que han estat descoberts en Pod i la seva dona Homily decideixen que han de traslladar-se. Mentrestant, la tieta Sadako explica a en Sho que alguns dels seus avantpassats ja havien detectat la presència dels remenuts a la casa i és per això que van construir-hi la casa de nines. De totes maneres, des d'aleshores ningú no havia tornat a veure remenuts.
En Pod torna ferit d'una incursió i és ajudat per l'Spiller, un altre remenut que es troba al bosc. El jove li explica que hi ha altres llocs on la família es podria traslladar on hi ha més remenuts. Mentre en Pod es recupera, en Sho enretira el terra que és el sostre de la casa dels remenuts i els arregla la cuina substituint-la per la cuina de la casa de nines, per tractar de demostrar-los que desitja que es quedin. Malauradament, els remenuts s'espanten i decideixen avançar el trasllat. Així doncs, quan en Pod es recupera, va a explorar la seva possible nova llar.
L'Arrietty va a acomiadar-se d'en Sho, però el noi li explica que els remenuts s'estan extingint. L'Arrietty li diu enrabiada que ells no es rendiran tan fàcilment. En Sho es disculpa per la seva insensibilitat i per haver-los forçat a marxar i explica a l'Arriety que té un problema al cor des que va néixer i que s'haurà de sotmetre a una operació d'aquí pocs dies. L'operació no té gaires possibilitats de ser un èxit. Ell creu que no hi pot fer res, dient que tard o d'hora tots els éssers vius moren.
Mentre la Sadako és fora, la Haru nota que les fustes del terra han estat mogudes. Descobreix la casa dels remenuts i captura la Homily. Alertada pels crits de la seva mare, l'Arrietty deixa en Sho al jardí i corre a investigar. Entristit per la seva partida, en Sho se'n torna a la seva habitació. La Haru el tanca amb clau allà i truca a la companyia antiplagues per capturar la resta de remenuts vius. L'Arrietty va a buscar en Sho per demanar-li ajuda. Junts rescaten la Homily i ell destrueix tots els rastres de la presència dels remenuts.
Quan els remenuts fan camí per trobar una nova llar, el gat Niya topa l'Arrietty. Desvetllat, en Sho va al jardí a donar un volt i el gat el guia fins al riu, on els remenuts estan a punt d'emprendre un viatge a dins d'una tetera amb l'Spiller, que els guiarà durant la travessia. L'Arrietty sent en Sho i es retroben per últim cop. Aleshores ell li dona un terròs de sucre, demanant que l'accepti aquest cop i li diu que el seu coratge i el de la resta de remenuts en la seva lluita per sobreviure li han fet recobrar les ganes de viure i subsistir l'operació. L'Arrietty a canvi li dona el seu clip dels cabells de record. Tot seguit, els remenuts naveguen pel riu a la recerca de la nova llar.

## Doblatge
Cal destacar que aquesta és la primera pel·lícula de l'Studio Ghibli en tenir diferents doblatges per a la versió britànica i l'estatunidenca. El doblatge estatunidenc, fet per Disney, va incloure un monòleg final d'en Sho que no apareix a la versió original. En Sho explica que va tornar a la casa un any després, indicant que l'operació va ser un èxit. Està content en sentir rumors d'objectes que desapareixen a les cases dels seus veïns.
| Personatge                          | Japonès          | Català         |
| ----------------------------------- | ---------------- | -------------- |
| Arriety (アリエッティ, Arietti)     | Mirai Shida      | Núria Trifol   |
| Sho (翔, Shō)                       | Rynosuke Kamiki  | Masumi Mutsuda |
| Tieta Sadako (牧 貞子, Maki Sadako) | Keiko Takeshita  | Rosa Pastó     |
| Haru (ハル, Haru)                   | Kirin Kiki       | Aurora García  |
| Homily (ホミリー, Homirī)           | Shinobu Otake    | Elisa Beuter   |
| Pod (ポッド, Poddo)                 | Tomokazu Miura   | Pep Ribas      |
| Spiller (スピラー, Supirā)          | Tatsuya Fujiwara | Carles Lladó   |

## Producció
El 16 de desembre de 2009, Studio Ghibli va anunciar Karigurashi no Arrietty que s'estrenaria el 2010. La pel·lícula està basada en la novel·la The Borrowers de l'escriptora britànica Mary Norton. La novel·la va guanyar la Medalla Carnegie per aliteratura infantil el 1953, i ja havia estat adaptat a dues pel·lícules i una sèrie de televisió en aquell moment. Els fundadors de l'Studio Ghibli Isao Takahata i Hayao Miyazaki havien estat contemplant una adaptació d'aquesta novel·la durant els anteriors 40 anys.
L'animador Hiromasa Yonebayashi va ser anunciat com a director de la pel·lícula el mateix dia. Hiromasa Yonebayashi va ser un dels animadors de les pel·lícules de Studio Ghibli El castell ambulant, La Ponyo al penya-segat i El viatge de Chihiro. També va ser el director de reserva de la pel·lícula Contes de Terramar. Miyazaki va ser anunciat com a planificador de producció.